# Château de Romefort (Puyrolland)
Ne doit pas être confondu avec Château de Romefort ou Château de Romefort (Indre).
Le château de Romefort est construit sur une motte castrale au XVe siècle. Seuls des vestiges en subsistent dans la commune de Puyrolland, en Charente-Maritime.

## Historique
Deux seigneuries s'étendent au Moyen-Âge sur les terres de Puyrolland : celle de Machecou et celle de Romefort, ou Roumefort. Celle-ci est composée de plusieurs fiefs qui relèvent des seigneuries de Tonnay-Boutonne, Landes ou Machecou. 
Au XVe siècle son château est entre les mains de la famille Héraud. Par le mariage avant 1454 de Jeanne Héraud et de Jean de Beaumont, seigneur de Rioux, il devient une propriété des Beaumont. Au XVIe siècle la seigneurie est apportée en dot à Louis Vidaux, époux de Catherine de Beaumont. S'y succèdent Jehan Bidault, puis la famille Robert dont une fille, Marie, épouse David de Cumont qui porte en 1595 le titre de « seigneur de Romefort ». La même année, la propriété échoit à son beau-frère, Aymon du Sauvage. Sa petite-fille Quésia épouse l'écuyer Jean Pandin, seigneur de Boisrond, qui en 1670 s'intitule à son tour seigneur de Romefort. Le domaine reste dans cette famille jusqu'au 1er janvier 1769, date à laquelle Jean-Gaspard, Jean-Charles et Pierre-Gaspard Pandin le vendent, à Jacques Mounier, conseiller du roi à Saint-Jean d'Angély.
Le château primitif bâti au XVe siècle sur une motte castrale, est largement remanié au XVIIe siècle.

## Description

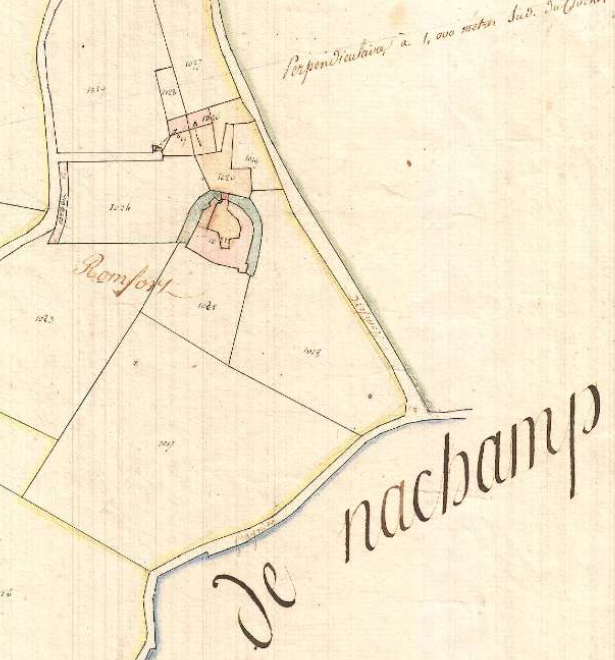
Le château, les douves et la métairie (au nord) sur le cadastre de 1829.

Les ruines du château-fort sont décrites au début des années 1980,. De forme hexagonale, il était ceint de douves, relevées sur le plan cadastral napoléonien de 1829 et toujours décelables sur les photographies aériennes. Le mur d'enceinte était percé de petites ouverture ; à l'angle nord-ouest se tenait une tour découronnée qui abritait trois salles voûtées. Un portail surmonté d'un pavillon commandait l'entrée de la cour intérieure : mentionné en 1795 dans un acte de vente, il avait probablement remplacé un pont-levis.
À l'intérieur de l'enceinte, se serraient autour d'une cour les communs et le logis principal. À côté de la porte d’entrée de celui-ci, un escalier de pierre en colimaçon desservait à l'étage une salle flanquée d'une cheminée du XVe siècle munie d'une hotte en torchis soutenue par des chevrons et des corbeaux. Au rez-de-chaussée, une cuisine avec une autre grande cheminée de la même époque et une grande salle aux vastes ouvertures, avec une porte aux montants ornés de singes accroupis sculptés dans le bois et une autre avec un verrou daté du XVe siècle. 
Sur le montant d'une porte des communs, figurait encore dans les années 1980 le dessin d'un bonnet phrygien et de feuilles de laurier, et l’inscription « L’an III de la République Française, Jean Paillé ». 

### Vestiges en 2021
Ne subsistent en 2021 que la motte enchâssée dans la végétation et quelques pans de murs d'enceinte. 
Un bâtiment de métayers édifié à quelques dizaines de mètres en calcaire moellon enduit est désormais à l'état de ruine. Sur une porte à linteau est gravée la date de 1887.

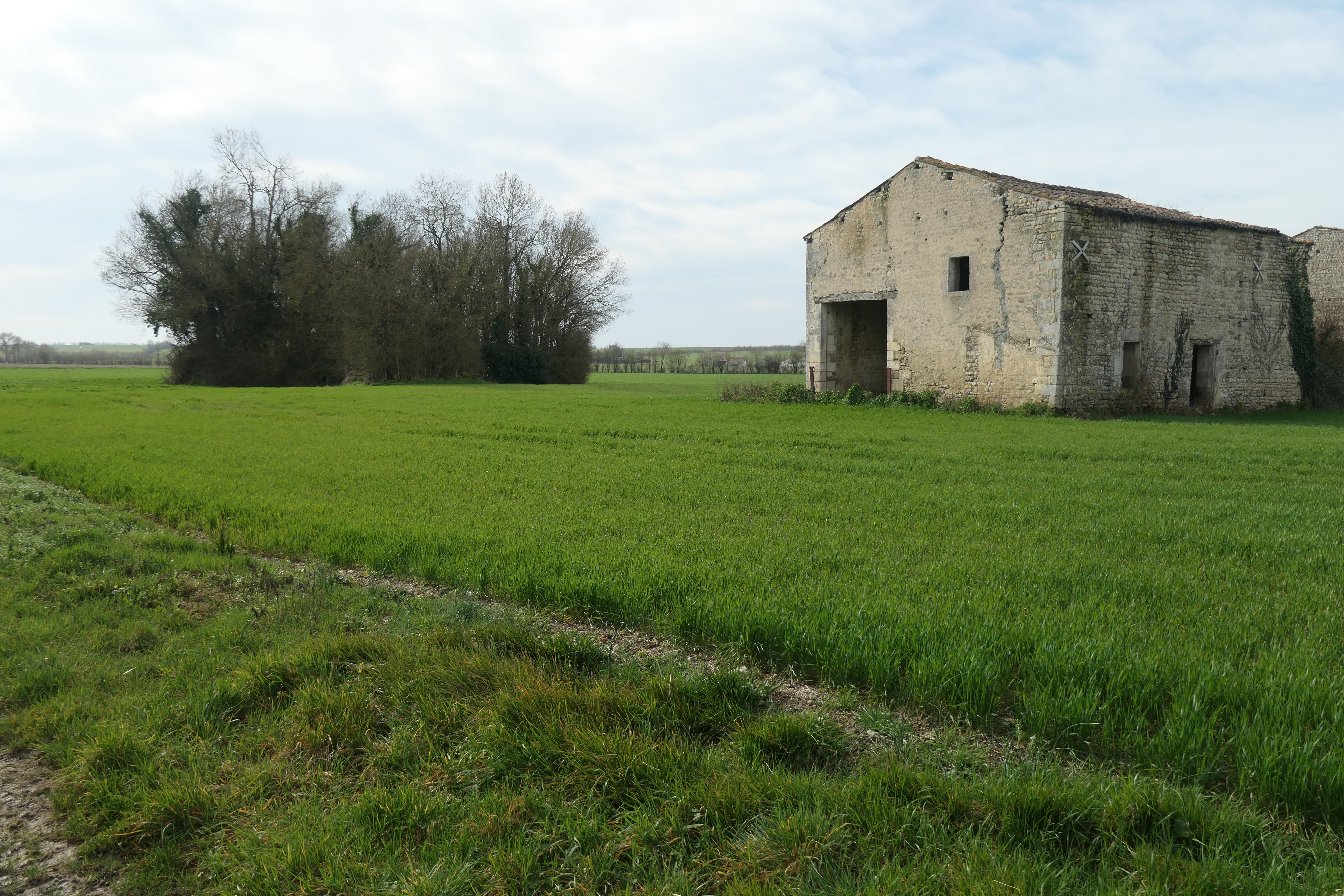
La motte castrale et la métairie.
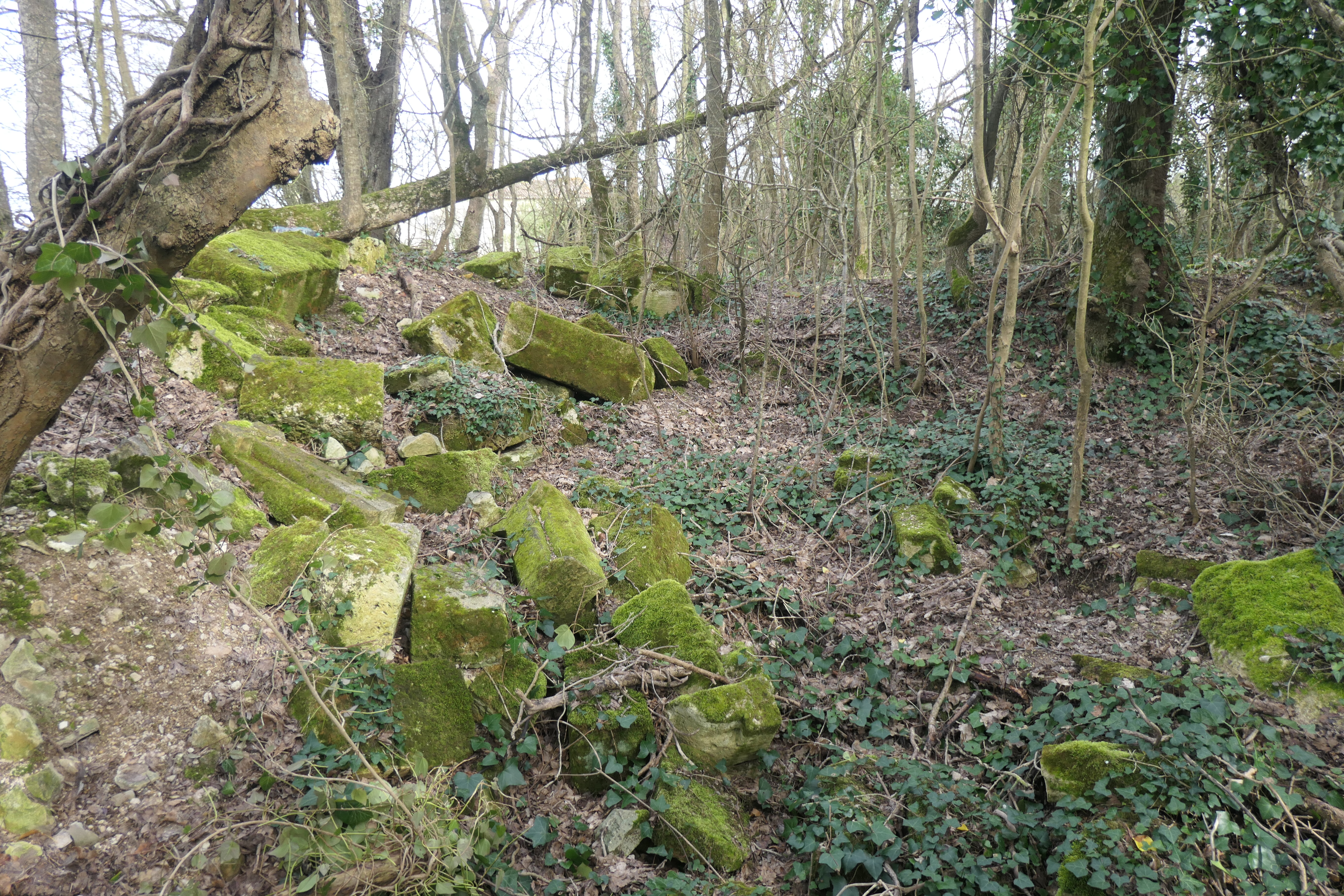
Vestiges du logis.
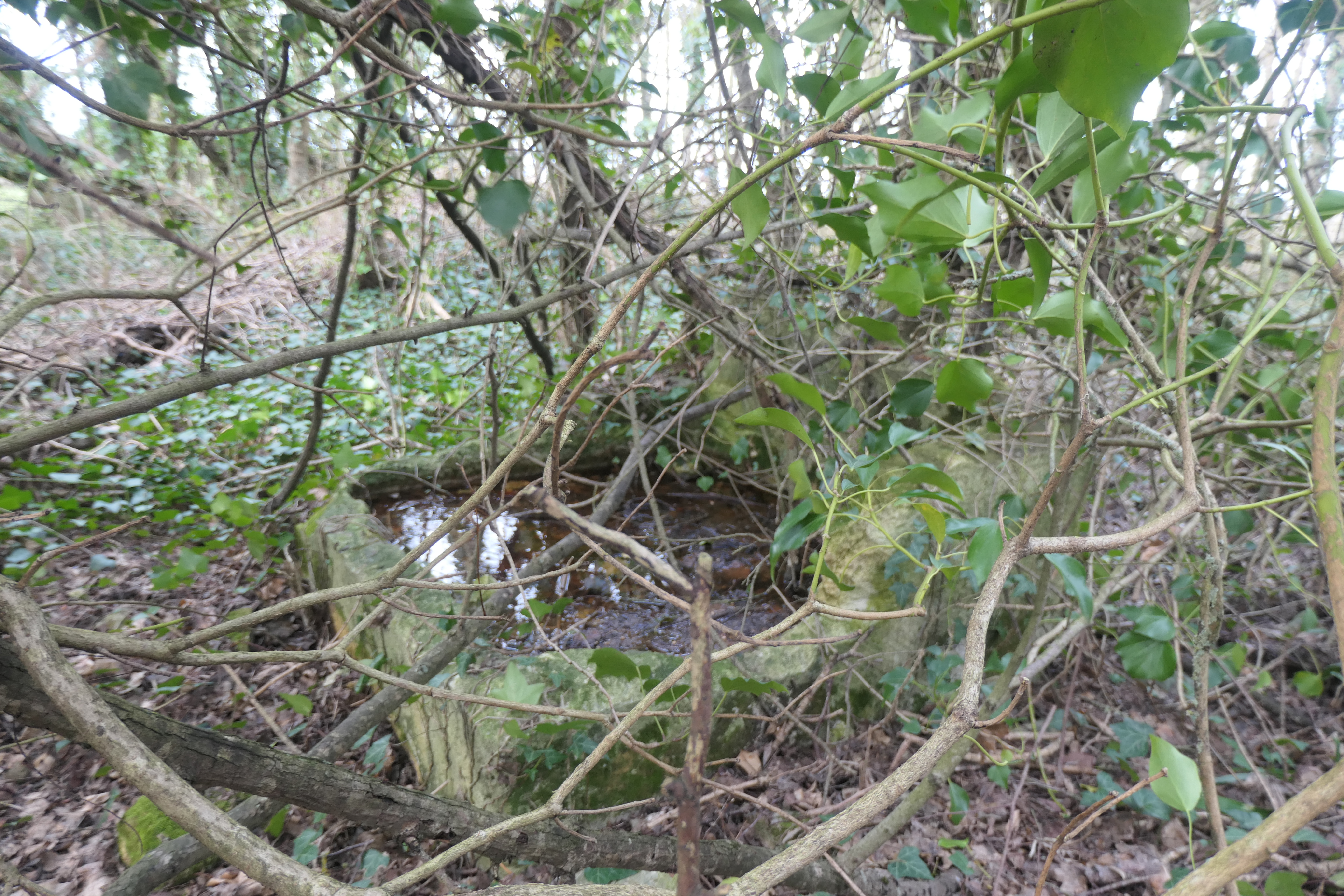
Puits dans la cour du château.